# 吳愈 (成化進士)
吳愈（1443年—1526年），字惟謙，號遯菴，南京蘇州府崑山縣（今江蘇昆山市）人，明朝政治人物。

## 生平
生于正統八年（1443年）癸亥八月初一日，早年出身國子生，成化四年（1468年）中式戊子科應天府鄉試第四十四名举人。成化十一年（1475年）登乙未科進士。成化十四年（1478年）授南京刑部廣東司主事，次年丁母忧归。成化二十年（1484年）復除本司主事，歷升员外郎、郎中。
弘治三年（1490年）出任四川敘州府知府，弘治十六年（1503年）进升至河南右參政，次年致仕。
嘉靖元年（1522年）進階嘉議大夫，五年五月十九日去世，享年八十四歲。

## 家族
曾祖父吳子才。祖父吳公式，贈刑部主事。父亲吳凱，曾任禮部主事。元配夏氏，太常卿夏仲昭女，封安人，先三十年卒，無子，生三女。側室姚氏生子四人，曰東、南、西、守中。女婿王银、陸伸、文征明。